# Waldthurn
Waldthurn je trhová obec v Horní Falci v okrese Neustadt an der Waldnaab v Bavorsku. K obci přináleží také poutní místo Fahrenberg.

## Poloha
Sousedními obcemi jsou od západu: Theisseil, Floss, Flossenbürg, Georgenberg, Pleystein a Vohenstrauss.
| Růžice kompasu | Theisseil    | Floss        | Flossenbürg | Růžice kompasu |
| Růžice kompasu |              | Sever        | Georgenberg | Růžice kompasu |
| Růžice kompasu | Waldthurn    |              | Georgenberg | Růžice kompasu |
| Růžice kompasu | Jih          |              | Georgenberg | Růžice kompasu |
| Růžice kompasu | Vohenstrauss | Vohenstrauss | Pleystein   | Růžice kompasu |

Obec zahrnuje 20 místních částí: 
- Albersrieth
- Brunnhof
- Buch
- Frankenrieth
- Goldbrunn
- Irlhof
- Kühbachhof
- Lennesrieth
- Lindnermühle
- Maienfeld
- Mangelsdorf
- Oberbernrieth
- Oberfahrenberg
- Ottenrieth
- Sandbachhöf
- Spielberg
- Unterfahrenberg
- Waldthurn
- Wampenhof
- Woppenrieth

## Dějiny obce

### První osídlení
Od 8. století se v oblasti kolem řek Pfreimd a Náby postupně usazovali slovanské kmeny přicházející z východu. Slovanská místní jména jako Döllnitz, Söllitz, Köttlitz, Gleiritsch, Hohentreswitz nebo Trefnitz svědčí o dřívější slovanské přítomnosti v oblasti kolem řeky Pfreimd. Slovanští osadníci pronikající z východu se v této oblasti setkali s Bavory postupujícími na sever od jihu. Oblastí dnešní Horní Falce procházely dvě důležité obchodní stezky, známé také jako staré cesty. Většinou vedly podél řek. Jedna z těchto starých silnic mířila ze Sulzbach-Rosenbergu přes Luhe, Michldorf, Kaimling, Waldau a Waldthurn do Tachova a dál do Čech.

### Panství Waldthurn
První zmínka o Waldthurnu pochází z roku 1217, kdy je zmiňován majitel Friedrich z Waldthurnu. Panství Waldthurn tehdy zahrnovalo vsi Waldthurn, Lennesrieth, Remmelberg, Letzau (Leutsowe), Pirk, Tresenfeld a menší osady Bernhof a Willhof. Po roce 1308 převzali panství Waldthurn Waldauští. Ti si začali říka Waldauští z Waldthurnu. V roce 1335 vlastnili Letzau se 7 farmami, 2 statky a dvěma neúrodnými farmami. V 1352 se Waldauským z Waldthurnu podařilo získat několik majetků od Waldsassenského kláštera, spolu s jinými Waldkirch, Bernrieth, Dimpfl a Fahrenberg a klášterní osadu Waldsassen. Od poloviny 14. století do roku 1806 bylo panství Waldthurn českým lénem. 10. dubna 1540 Georg z Waldau a Waldthurnu prodal statek Waldthurn s hradem Schellenberg Willibaldovi z Wirsbergu, který pocházel z hradu Wirsberg nedaleko Kulmbachu. Urbář Waldthurnského majetku z roku 1666, vypráví také o klášteře na vrchu Fahrenbergu ve kterém „byli cisterciáci, kteří přišli před mnohými lety z Waldsassenu. Byli objeveni po třicetileté válce příchozími kalvinistickými sedláky a zabiti. Při této události byl oltář panny Marie prostřelen do krku, což je dodnes vidět.“ Daně dříve placené klášteru Fahrenberg byly nově odváděny Waldauským z Waldthurnu, později jejich nástupcům z Wirsbergu. Jako odúmrť českého krále16. května 1656 prodal císař Ferdinand III. panství Waldthurn Václavu z Lobkovic. Lobkovicové vlastnili Waldthurn až do roku 1806, kdy prodali panství Bavorskému království.
Mnoho cenných historických budov shořelo při velkém požáru 5. října 1865.

## Pamětihodnosti
- Fahrenberg s poutním kostelem Navštívení Panny Marie
- Bývalý lobkovický zámek tzv. Nový zámek
- Katolický farní kostel sv. Šebestiána